# Operculum (grzyby)

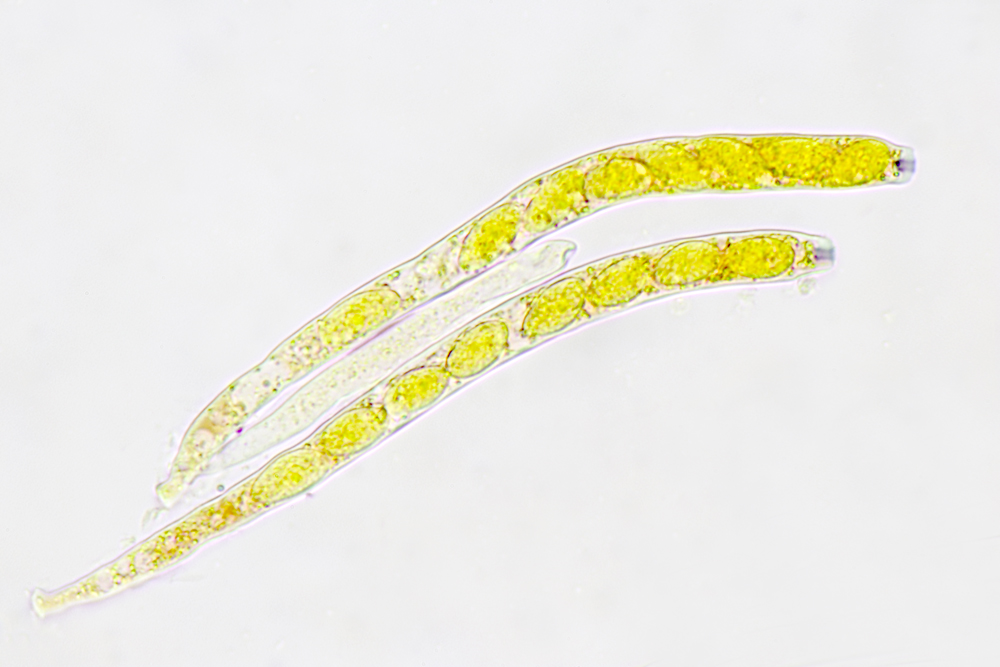
Worki z wieczkiem

Operculum lub wieczko (łac. operculum) – u grzybów jest to wieczko zamykające szczyt worków lub zoosporangium (zarodni pływkowej). Występuje u grzybów należących do typów workowców (Ascomycota) i skoczkowców (Chytridiomycota). W trakcie dojrzewania worków i zoosporangiów jest zamknięte, otwiera się po dojrzeniu zarodników askospor lub pływek (zoospor).
Nie wszystkie gatunki workowców i skoczkowców mają wieczko, istnieją też inne mechanizmy wydobywania się zarodników z worków i zoosporangiów. Obecność wieczka jest cechą charakterystyczną niektórych taksonów. Występuje np. w klasie kustrzebniaków (Pezizimycetes).